# Slangevecht
Slangevecht is een buitenplaats/landhuis langs de rivier de Vecht bij het Nederlandse dorp Breukelen.
Het landhuis dateert uit circa 1725 en is gaandeweg de geschiedenis verbouwd. De excentrieke L.C. Dudok de Wit alias Kees de Tippelaar was een van de eigenaren van Slangevecht. Vandaag de dag is er een restaurant in gevestigd.